# Institut de Reforma Agrària
L'Institut de Reforma Agrària (IRA) va ser un òrgan nascut el 1932 durant la Segona República Espanyola, encarregat de dur a terme l'aplicació de la Llei de Reforma Agrària d'Espanya. Durant el govern de Manuel Azaña, (bienni progressista o republicà-socialista) aquesta va ser la reforma més transcendental, ja que Espanya vivia en una agricultura estancada en la tradició latifundista.
Cercava promoure l'explotació col·lectiva del terreny, i nacionalitzar els latifundis. No obstant això l'Institut va funcionar molt lentament, i va ser ineficaç pel seu baix pressupost. Es va crear, paral·lelament a l'IRA, el Banc Nacional Agrari, que serà mal vist per la banca privada, i semiestatal. Al costat d'això, es formen coalicions oposades a l'Institut i a les Reformes, com l'Associació de Propietaris de finques rústiques, que impossibilitarà l'avenç del programa esquerrà rural, que serà bloquejat el 1935, durant el bienni radical-cedista (CEDA), amb l'arribada de la dreta al govern republicà, mitjançant la Llei de Contrareforma Agrària.
Després de la guerra, la dictadura anul·la totalment el programa de l'IRA. No obstant això, la Llei de Reforma Agrària de la Segona República Espanyola va suposar un important antecedent en l'alliberament dels latifundis.